# Árboles (álbum)
Árboles es un álbum instrumental de música de cámara, del músico y escritor uruguayo Leo Maslíah. Fue editado por Perro Andaluz en 2005 en Uruguay y por Epsa Music en 2007 en Argentina.

## Historia
Maslíah definió al contenido del disco como “una serie de piezas instrumentales, para distintas combinaciones de flauta, violín, corno inglés, chelo y piano”.
El bonus track “Puesta de sol a las seis de la mañana”, es una nueva versión de una composición originalmente grabada para el álbum Sin palabras 1 (1991). Esta composición y “Asamblea vegetal” fueron reversionadas para el disco de Maslíah con Sandra Corizzo Bases de diálogo (2008). "Ciprés" fue regrabada, en una nueva versión, para el álbum Piano (2008).
Con respecto a los árboles, Maslíah, en una entrevista de 1998 para el diario La Nación, manifestó: "(...) Todo lo que veo, aunque esté en la cuadra donde vivo, me subyuga igualmente, entonces no necesito desplazarme para encontrar cosas que me interesen." A la pregunta "¿Cuáles son esas cosas?", respondió: "Árboles, sobre todo. Y berenjenas, y música, y piel de mujer."

## Recepción
En 2008 Árboles ganó en Argentina el premio Gardel como mejor álbum instrumental.

## Lista de composiciones
1. Asamblea vegetal 4:20
2. Enramada 6:18
3. Primera reunión de árboles 5:25
4. La posada de Hamelin 5:25
5. Cardos transgénicos 2:16
6. Rebrote 1:52
7. Plátanos del Cordón 2:34
8. Horco cebil 3:32
10. Quinotos 3:12
11. Tres ombúes 6:12
12. Ciprés 5:14
Bonus track
13. Puesta de sol a las seis de la mañana 5:42

## Ficha técnica
- Violín: Juan Roque Alsina
- Chelo: Carlos Giovanacci
- Corno inglés: Mariana Berta
- Flauta contralto: Pablo Somma
- Piano: Leo Maslíah
- Todas las obras son de Leo Maslíah.
- Las interpretaciones de Juan Roque Alsina y Carlos Giovanacci fueron grabadas por Jorge Berén en estudio "Joaquín Rodrigo" (BAC) de la ciudad de Buenos Aires. El resto lo fue por Riki Musso (también responsable de mezcla y masterización) en estudio "Tío Riki" de la ciudad de Montevideo.
- Hubo un trabajo previo de edición realizado por Leo Maslíah en estudio particular.
- El cuadro reproducido en la tapa es de Alejandro Costas.
- El diseño gráfico es de Rodolfo Fuentes.
- La producción ejecutiva fue de Ángel Atienza.